# Fenylalanine
Fenylalanine (afgekort tot Phe of F) is een van de twintig natuurlijk voorkomende aminozuren. Fenylalanine is een essentieel aminozuur dat nodig is voor diverse biochemische processen. Het is onder andere nodig voor de aanmaak van de neurotransmitters dopamine, adrenaline en noradrenaline in de hersenen.
Fenylalanine kan men beschouwen als het aminozuur alanine waaraan een aromatische ring (fenylgroep) is gebonden op de plaats van de terminale waterstof. Deze aromatische zijketen maakt dat fenylalanine sterk hydrofobe en apolaire eigenschappen bezit. Het aminozuur maakt deel uit van vrijwel elk eiwitmolecuul in alle bekende organismen.
Bij mensen met fenylketonurie (PKU) kan fenylalanine hersenbeschadigingen veroorzaken, doordat het enzym fenylalaninehydroxylase – dat fenylalanine omzet in het aminozuur tyrosine – afwezig of onwerkzaam is. Wanneer zij fenylalanine via de voeding binnenkrijgen, hoopt zich dat op tot toxische niveaus.

## Ontdekking
De eerste beschrijving van fenylalanine dateert uit 1879. In dat jaar identificeerde Ernst Schulze een verbinding met als brutoformule C9H11NO2 in zaailingen van gele lupine (Lupinus luteus). In 1882 synthetiseerden Erlenmeyer en Lipp voor het eerst fenylalanine uit fenylacetaldehyde, waterstofcyanide en ammoniak.
Fenylalanine wordt gecodeerd door de codons UUU of UUC. Dit feit werd voor het eerst ontdekt door J. Heinrich Matthaei en Marshall W. Nirenberg in 1961. Ze toonden aan dat wanneer mRNA met veel uracil-herhalingen in het genoom van de bacterie E. coli werd ingebracht, deze bacterie een polypeptide aanmaakt dat uitsluitend bestond uit fenylalanine-residuen. De ontdekking was een belangrijke stap in de ontcijfering van de genetische code.

## Voorkomen in voeding
Belangrijke bronnen van fenylalanine zijn kaas, amandel, pinda's, sesamzaad, sojabonen en eiwitten in het algemeen. De kunstmatige zoetstof aspartaam bevat fenylalanine en voedingsmiddelen die aspartaam bevatten, zoals kauwgom en "light" dranken, dragen dan ook de vermelding "bevat een bron van fenylalanine" op de verpakking. Desondanks is aspartaam geen belangrijke bron van fenylalanine in de voeding, aangezien gemiddeld 2 tot 4 mg/kg aspartaam per persoon per dag wordt ingenomen in Europese landen (en fenylalanine is daar maar een onderdeel van).